# ريفولي (مدينة)

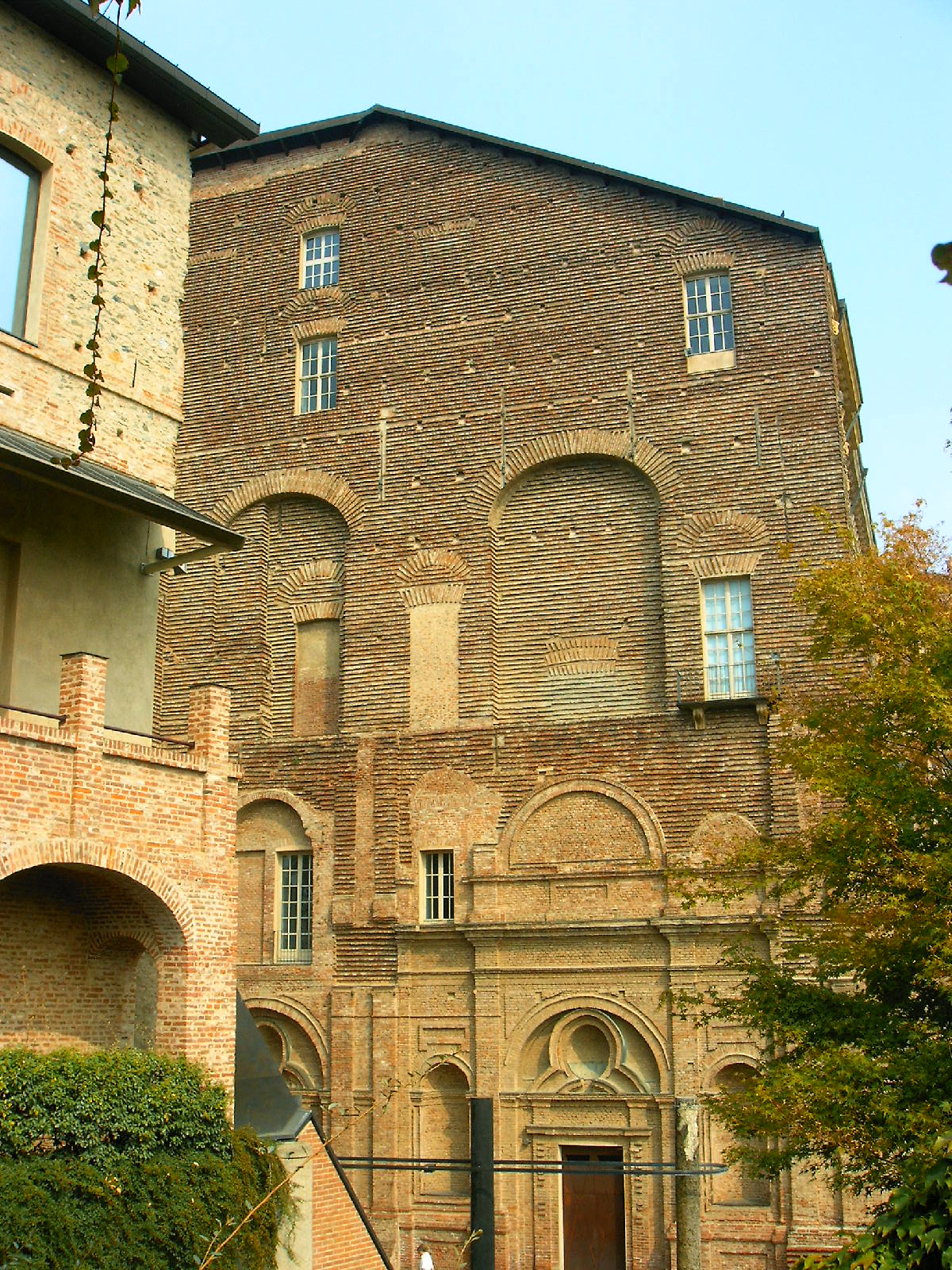
قصر ريفولي واجهة juvarriana

ريفولي (بالإيطالية: Rivoli)‏ ، مدينة شمال إيطاليا ، في إقليم بييمونتي ، في مقاطعة تورينو ، تبعد عن تورينو 14 كم إلى الغرب ، تشتهر بقصرها الملكي غير المكتمل الذي يسيضيف منذ عام 1984 م متحف الفن الحديث ، عدد سكانها 50.213 نسمة .

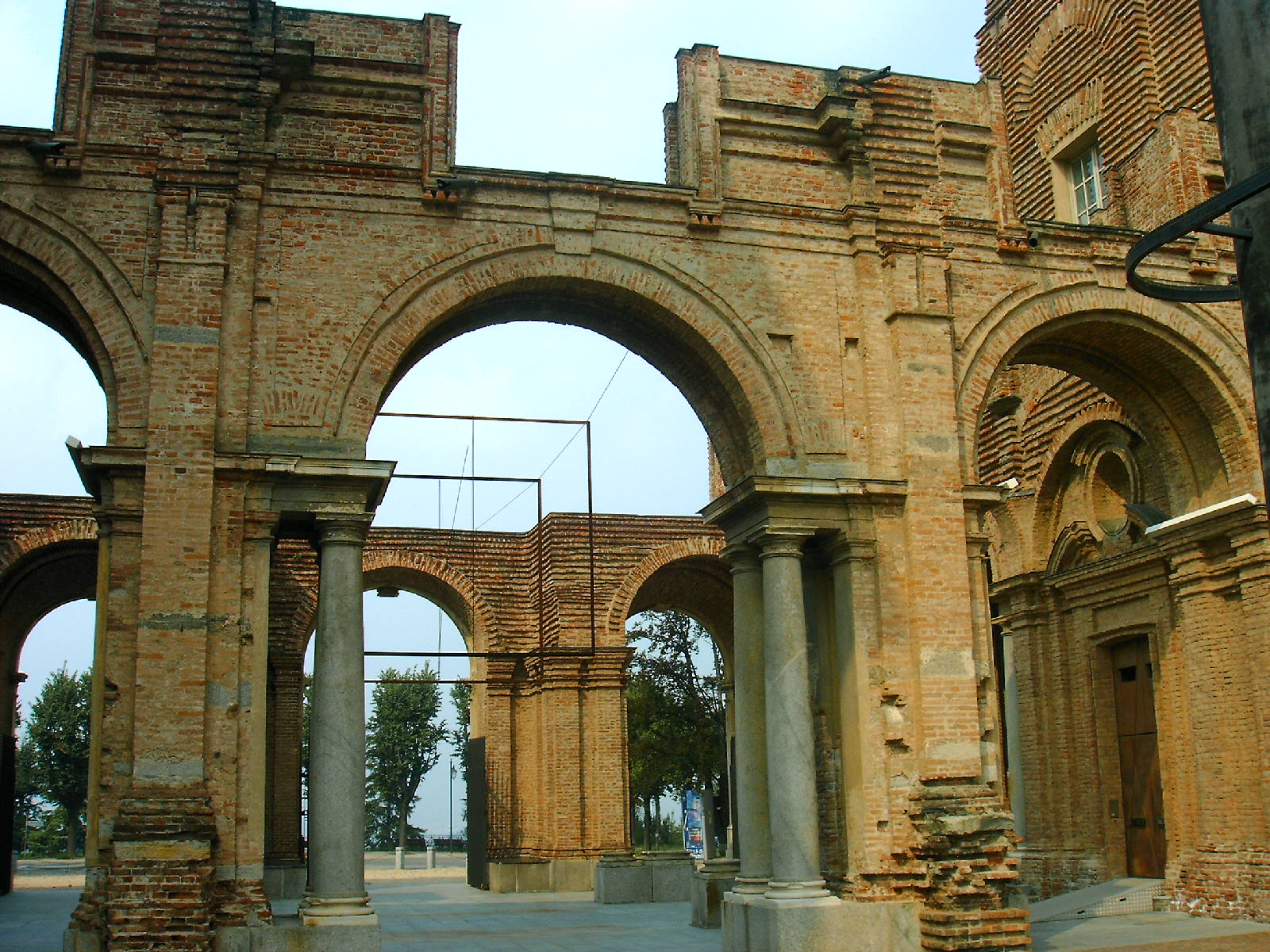
التقاء قاطعي juvarriana و Manica Lunga
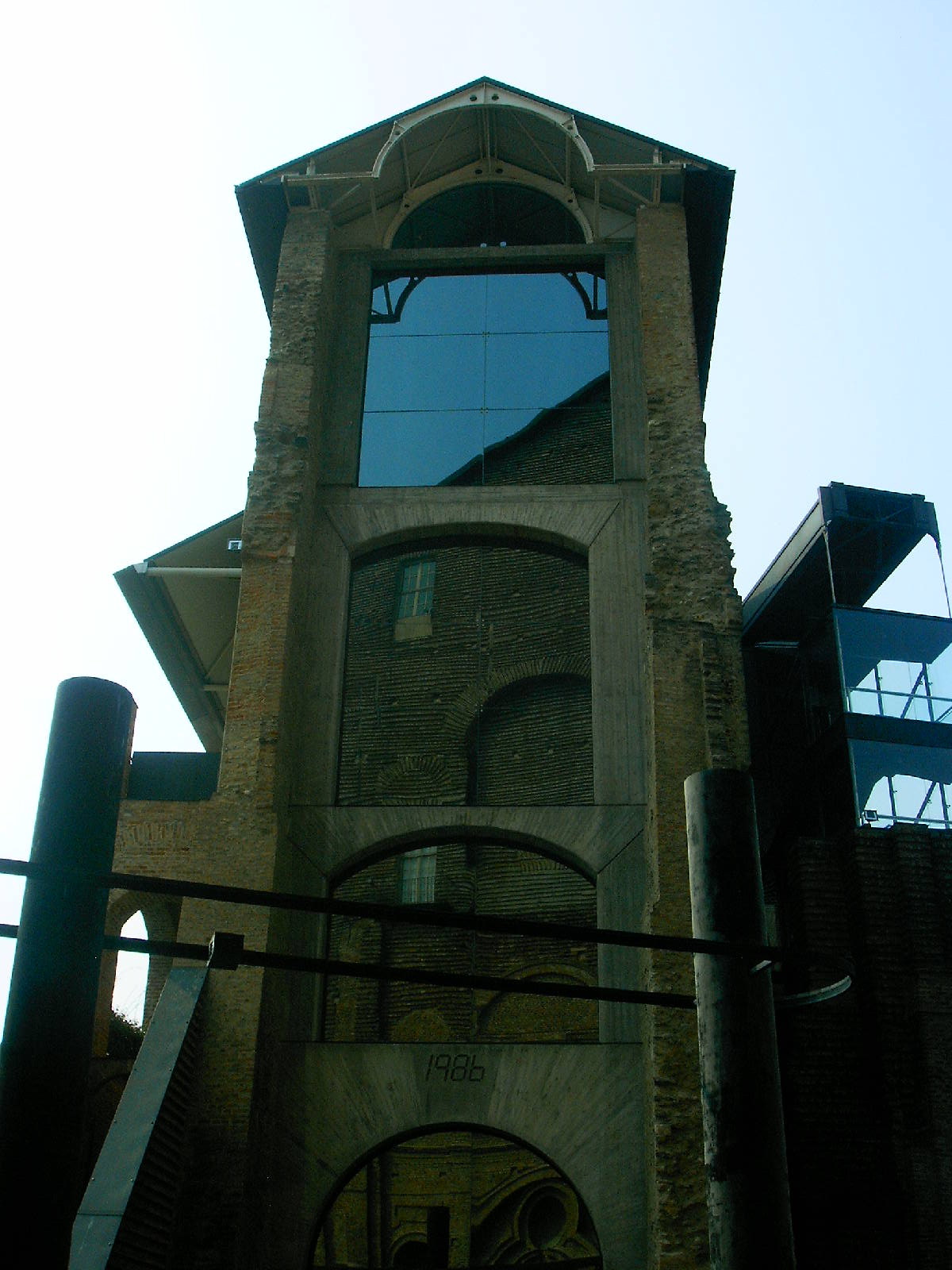
مدخل Manica Lunga
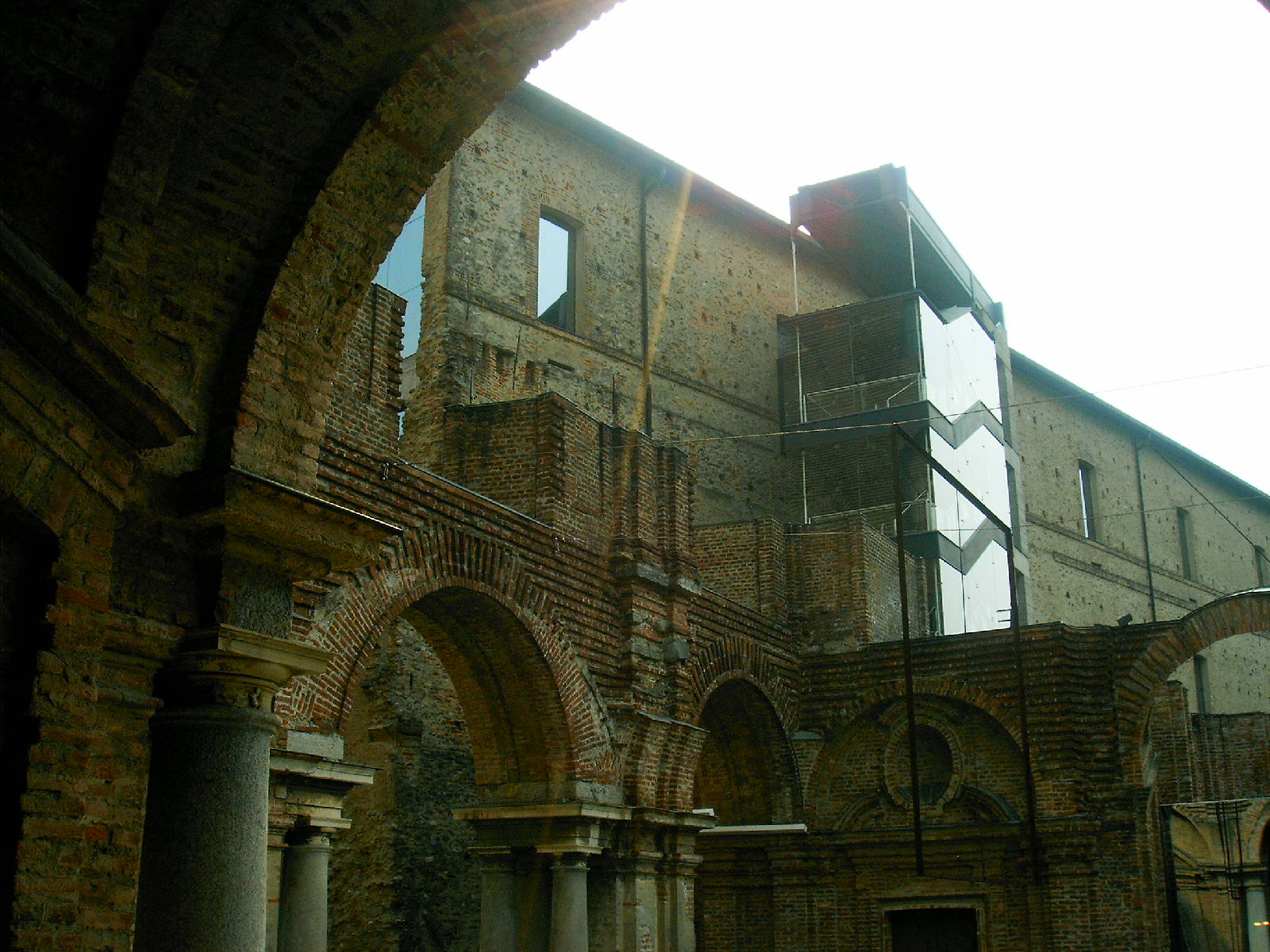
إضافات مؤقتة Manica Lunga
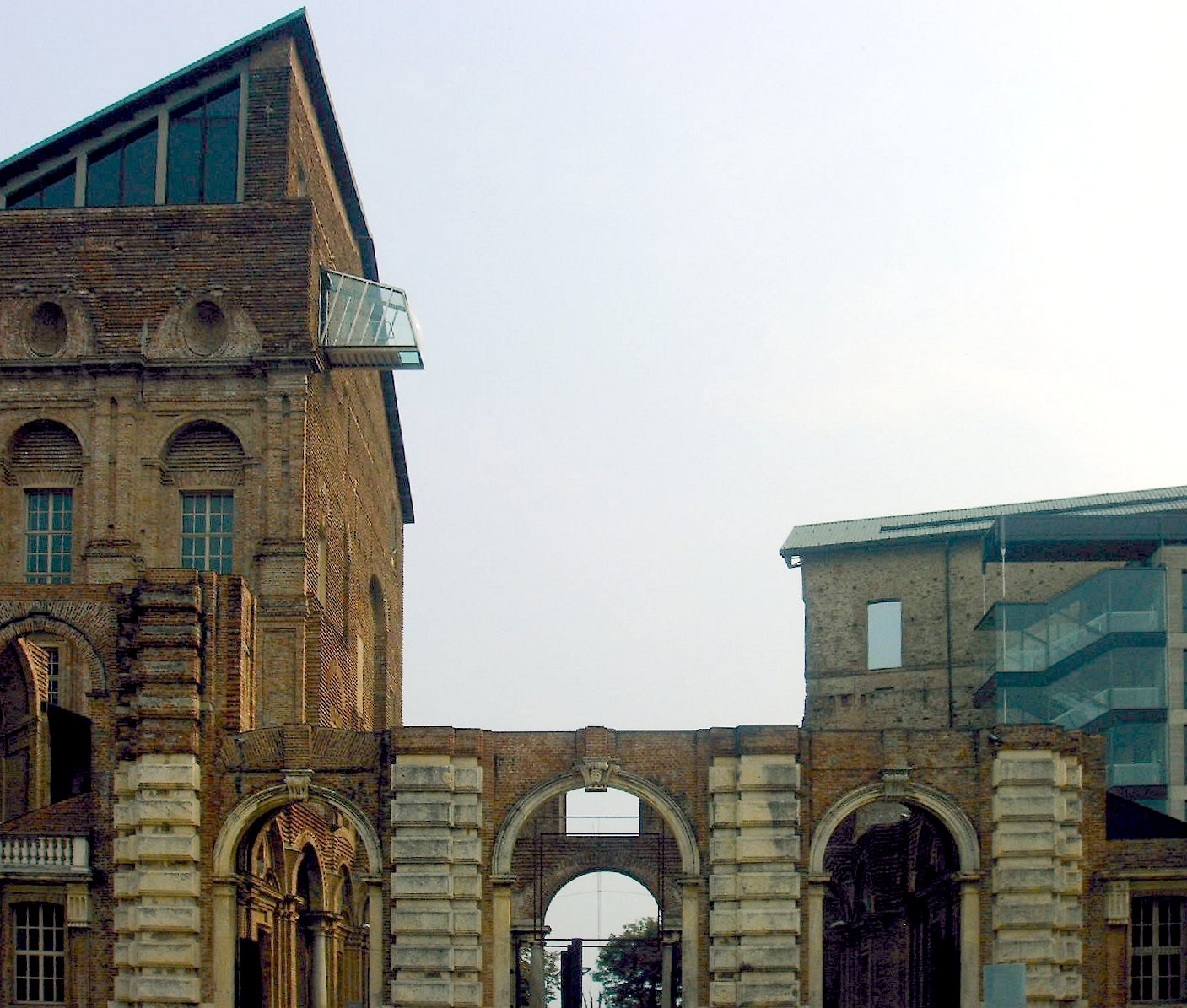
مشهد جماعي

## السكان
في سنة 1861 بلغ عدد السكان 5٬736 نسمة، وتطور العدد ليصل في سنة 2011 لـ 48٬632 نسمة.
يظهر هذا المخطط البياني تطور النمو السكاني لـ ريفولي (مدينة)

## توأمة
لريفولي (مدينة) اتفاقيات توأمة مع كل من:
- موليت ديل فاليس
- رافنسبورغ
- كراني
- مونتيليمار

## أعلام
- فابيو باسيلي
- شارل إيميديه فيليب فان لو
- أومبرتو باسكوالي
- كارلو إمانويلي الأول